# Gorsedd Beirdd Ynys Prydain

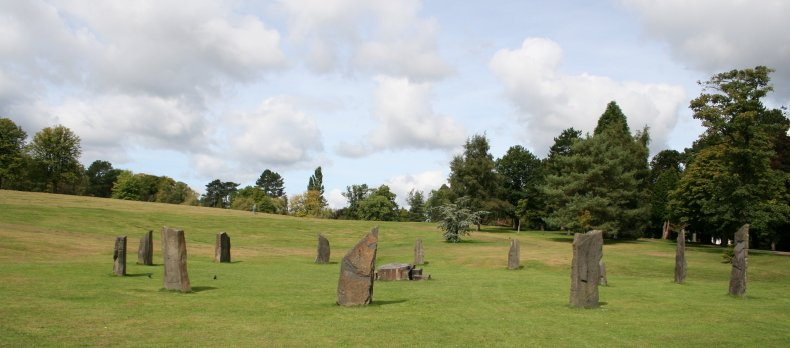
Garsedd stones, stenarna som ceremonierna hålles inom.

Gorsedd Beirdd Ynys Prydain eller bara Gorsedd y Beirdd är den kymriska gorsedden. Gorsedd y Beirdd finns till för att främja tillkomsten av poesi och musik. Av den anledningen verkar de mestadels vid eisteddfodau, kymriskspråkiga festivaler.

## Historia
Gorsedd Beirdd Ynys Prydain grundades 1792 av Edward Williams, även känd som Iolo Morganwg, som också uppfann mycket av dess ritualer, förmodat baserat på verksamheten inom den gamla keltiska druidismen. I dag har mycket av ritualerna kristna influenser. Gorsedd y Beirdd gjorde sitt första framträdande vid eisteddfoden i Carmarthen 1819, och har behållit sina band med festivalen där. Föreningen består av poeter, författare, musiker, konstnärer och personer som har bidragit betydelsefullt till det kymriska språket, litteraturen och kulturen.
Ceremoniernas fiktiva ursprung fastslogs av professor G. J. Williams i sina arbeten om Iolo Morganwg. 

## Grader
Det finns tre grader av medlemskap i Gorsedd y Beirdd, i ordning med den lägsta graden först är de:
- Vates, som bär gröna dräkter,
- Barder, som bär blåa dräkter,
- Druider, som bär vita dräkter.[4]

Ledaren för föreningen kallas för archdderwydd (kymriska: Ärkedruid), och bär ofta en gyllene dräkt, och blir vald för en period av tre år. Ärkedruiden är ansvarig för att leda gorseddceremonierna under eisteddfodveckan. Dessa ceremonier hedrar litterära bedrifter bland kymriska poeter och prosaister. Graderna i Goursez Vreizh är desamma. I Gorsedh Kernow finns bara en grad, barden, och samtliga dräkter är blåa.

## Medlemskap
I Gorsedd y Beirdd kan man bli vates eller bard genom att genomföra ett prov på kymriska.. Man kan även bli bard om man har en examen i musik. Druider kan endast bli nominerade av en annan druid och måste ha vunnit en av de tre priserna om man inte är hedersdruid. Om man blir antagen kan man välja en pseudonym, ett så kallat bardnamn. För att bli ärkedruid måste man ha vunnit en av eisteddfodens tre högsta priser. Stundtals blir vissa personer utnämnda till hedersvates eller -druider som en utmärkelse för sitt arbete för att främja den kymriska kulturen. 1946 invaldes till exempel Storbritanniens drottning Elisabet II i Gorsedd y Beirdd vid Eisteddfod Genedlaethol Cymru. Hennes bardnamn är Elizabeth o Windsor (Elizabeth från Windsor). Andra som invalts på detta sätt är Ron Davies, Rowan Williams, Matthew Rhys, Ioan Gruffudd and Rebecca Evans. Samtliga medlemmar av Gorsedd y Beirdd måste tala kymriska utom medlemmar av kungahuset.

## Ceremonier
Tre prisceremonier hålls under eisteddfodveckan:
- Coroni'r Bardd (för vinnaren i tävlingen i fri vers)
- Cadeirio'r Bardd (för den bästa ”long poem”)
- Prosamedaljen (för vinnaren i tävlingen i prosa)

Under dessa ceremonier samlas ärkedruiden och medlemmarna av gorsedden på scen i sina ceremoniella dräkter. När ärkedruiden avslöjar den vinnande poeten använder han vederbörandes bardnamn, och ingen vet vem vinnaren är förrän denne reser sig upp och blir eskorterad till scenen. Alan Llwyd och Donald Evans är några av få som vunnit både ”coroni’r” och ”cadeirio’r”.